# Étienne Vincent de Marniola
Étienne Vincent de Marniola (ou Margnolas) est un haut fonctionnaire français sous le Premier Empire, né à Lyon le 6 novembre 1781 et mort le 3 octobre 1809 à Paris.

## Biographie
Issu d'une riche famille de robe, Étienne Vincent de Margnolas est le fils de Claude-Aimé, exécuté pendant la Terreur. Pour sa sécurité, après la mort de son père, Étienne doit quitter la France, comme bon nombre d'autres nobles qui ne pouvaient que craindre pour leur vie en restant sur le territoire français. Il est alors déguisé en jeune paysan, fait ses adieux à sa famille désolée et part en Suisse à Lausanne. Il y passe plusieurs années, ainsi qu'à Saint-Maurice en Valais, à Constance et à Venise. Il y est confié à son oncle, l'abbé Vincent, ancien vicaire général des diocèses de Vienne et de Lyon, qui le couvre de tendresse et lui dévoue tous ses soins.
Adolescent, ses principes étaient formés. Il reçoit une bonne éducation et suit des études, marqués par le souvenir de son père toujours présent dans sa mémoire, ce qui est sa force mais aussi sa consolation.
À l'âge de 15 ans, il rentre rapidement en France où sa présence est nécessaire pour la conservation de sa fortune. Pendant le peu de temps qu'il reste en France, il inspecte ses affaires avec une sagacité et une profondeur dont les personnes les plus expérimentées sont étonnées. Il retourne ensuite à Venise pour continuer ses études, auprès de son oncle.
Il revient en France à la fin de la Révolution en 1799, où il est rendu définitivement à sa famille. 
En 1804, il visite l'Italie avec son ami et cousin germain, le marquis Jean Pierre Montaigne de Poncins. Ils sont reçus et hébergés un long moment par le cardinal Fesch, alors ambassadeur, avant de visiter le reste de l'Italie.
Il devient à son retour administrateur des hospices de Lyon quand il est appelé au Conseil d'État.
Auditeur le 11 février 1806, il est attaché au ministère des Finances (1806-1807). Rattaché à la commission du contentieux en 1807, il est nommé, le 18 mai de cette même année, commissaire de l'Empereur près de la commission de gouvernement de Varsovie (duché de Varsovie), d'où Louis Nicolas Davout, qui sut apprécier son travail, écrit à l'Empereur en novembre 1807 : « […] qu'il réunit à une très bonne tête, beaucoup d'instruction, un cœur très chaud, de la dignité […] »
Par décret du 11 juillet 1807, il devient chevalier de la Légion d'honneur.
La paix ayant été conclue à Tilsitt, et le gouvernement provisoire de la Pologne étant dissous, l'empereur nomme Margnolas son résident dans le duché de Varsovie. Les Polonais lui apportent toutes leurs affections et le maréchal duc d'Auerstaedt, l'appréciant lui adresse ses paroles : « Vous serez sûrement bientôt préfet. Si j'ai un souhait à former, c'est que vous le soyez dans mon département. »
Devenant un personnage très influent et apprécié, il est reçu par le roi de Saxe en déplacement à Varsovie qui lui offre une boite ornée de brillants.
Peu de temps après, il apprend la nouvelle de la mort de son oncle Vincent qui l'avait accueilli pendant son exil. Cette nouvelle le rend profondément triste, ne trouvant aucun réconfort près de lui, sa famille étant si loin.
En novembre 1807, il reçoit une lettre du ministre des Relations extérieures le rappelant en France.
Il est ensuite nommé préfet du Pô en mars 1808.
Apprécié pour ses services, il est, cas exceptionnel, nommé directement conseiller d'État en service extraordinaire (18 février 1809) et chargé de la correspondance du 3e arrondissement de la police générale (« départements au-delà des Alpes ») (1er avril 1809).

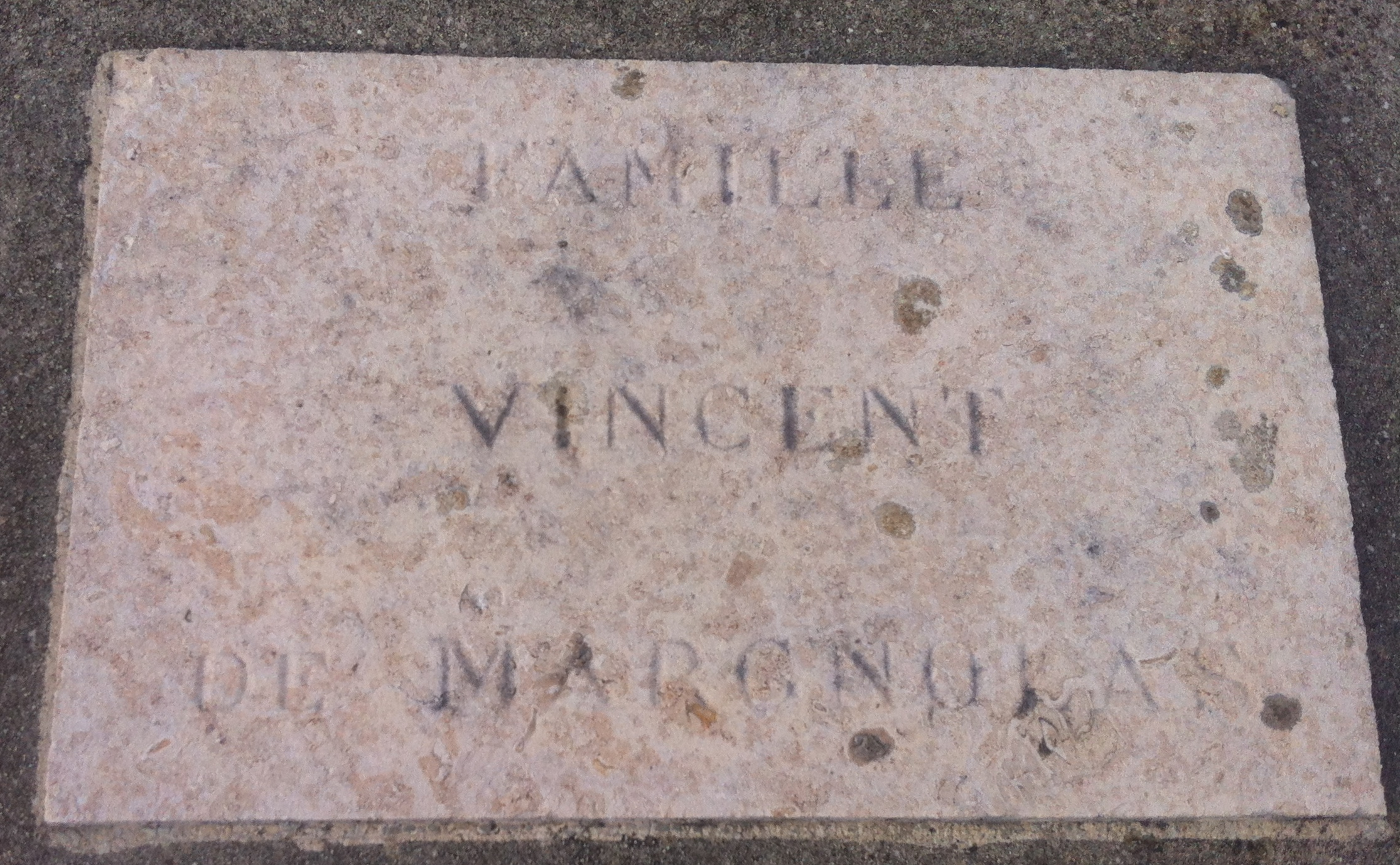
Plaque de la sépulture Vincent de Margnolas, cimetière de Beynost.

Sa mort des suites d'une fluxion de poitrine avec une forte fièvre vient interrompre ce brillant début de carrière. Étienne Vincent de Margnolas est inhumé dans le caveau familial du cimetière de Beynost.

## Ascendance et postérité
Étienne Vincent de Margnolas est le fils de Claude Aimé Vincent de Margnolas (6 octobre 1735, Saint-Étienne - exécuté le 27 frimaire an II (17 décembre 1793) à Lyon), seigneur de Margnolas, conseiller secrétaire du roi.
- Il épouse, en 1806, Caroline Béatrix (27 janvier 1788, Turin - 20 juin 1855, Paris), fille de Carlo Giuseppe « Perrone di San Martino » (1764-1836) et sœur d'Hector Perron de Saint-Martin, dame du palais de l'impératrice Joséphine (1804-1810) puis de l'impératrice Marie-Louise (1810-1814). Ensemble, ils ont un fils né posthume (quatre jours après la mort de son père) :
  - Étienne Aimé (12 octobre 1809 - 26 juillet 1814), comte Vincent de Margnolas et de l'Empire.

Sa veuve, héritière fortunée du préfet, se remarie, le 11 octobre 1815 à Paris, avec Just Pons Florimond de Faÿ de La Tour-Maubourg (1781-1837), marquis de La Tour-Maubourg. Elle est à l'origine de la construction de la quatrième chapelle de l'église Saint-Julien de Beynost où elle fait déplacer le corps d'Étienne-Aimé Vincent, son fils, mort en bas âge.

## Armoiries
| Figure | Blasonnement |
|        | Armes du chevalier Vincent de Margnolas et de l'Empire (titre de chevalier de l'Empire, accordé à la suite du décret du 11 juillet 1807 le nommant membre de la Légion d'honneur, lettres patentes du 5 octobre 1808 (Erfurt)). D'argent, à la bande de gueules, au signe des chevaliers, accompagnée à sénestre de deux grappes de raisin au naturel surmonté d'un soleil plein d'azur et adextré d'une tour crénelée et ouverte d'azur, maçonnée de sable. - Livrées : les couleurs de l'écu ; le verd dans les bordures seulement. |
|        | Titre de comtesse accordé à Marie, Caroline de Perron de Saint-Martin (née le 2 janvier 1788 à Turin), veuve, et Titre de comte accordé à Étienne, Aimé Vincent de Margnolas (né le 12 octobre 1809 à Paris), fils unique d'Étienne Vincent de Margnolas, par décret du 4 mai 1809. Les Tuileries (16 décembre 1810). Écartelé, au premier des comtes conseillers d'État, au deuxième d'argent à la tour d'azur, crénelée de trois pièces ouverte du champ, ajourée et maçonnée de sable, surmontée d'un soleil d'azur et accompagnée de deux grappes de raisin de pourpre tigée et feuillée de sinople ; au troisième à l’écureuil assis au naturel soutenu de sinople ; au quatrième, contre écartelé au premier et quatrième losangé d'azur et d'or au deuxième et troisième de gueules plein. - Livrées : les couleurs de l'écu, le verd en bordure seulement. |